# Манганотанталит
Манганотантали́т — коллекционный минерал класса окислов, красно-коричневая разновидность колумбита-танталита, оксид тантала и марганца (приставка «мангано-» обозначает наличие в минерале марганца).
Акцессорный минерал пегматитов. Двупреломление +0,17. В составе минерала 45-80 % составляет окись тантала. Устойчив к химическим воздействиям: нерастворим в кислотах и щелочах при обычных условиях. Иногда радиоактивен.
Встречается в значительных количествах в Гренландии, США, Германии, Швеции, Африке.
Используется в ювелирных изделиях.